# 정지명령
정지명령(Cease and desist, C &D)는 미국에서 주로 쓰이는 법률개념으로 어떤 행위를 중단할 것을 요구하는 것을 말한다. 정지명령은 개인이나 단체에 요구할 수 있다. 보통 법원이나 정부기관에서 정지명령을 내릴 수 있고 개인이 정지명령을 할 수 있다. 개인이 타인에게 정지명령을 내리는 경우는 중단을 하지 않을 경우 법적 조치에 들어갈 것을 알리는 내용이 담겨있다.

## 사례
키위군은 수백 차례에 걸쳐 네이버 백과사전에 있는 내용을 위키백과에 무단전제하여 올렸다. 네이버를 운영하고 있는 NHN은 키위군에게 정지명령편지를 보내 즉각 펌질을 중단하지 않을 경우 법적조치에 들어갈 것을 통보하였다.

## 같이 보기
- 전략적 봉쇄소송

## 참고 문헌
- Black's Law Dictionary 1486 (8th ed. 2004)